# MTV Beats
MTV Beats foi um canal de televisão indiano dedicado a exibição de videoclipes de música hindi 24×7 com foco em Bollywood e público-alvo entre 15 e 30 anos. Fundado sob a propriedade da Viacom18, uma joint venture entre as empresas TV18 e Paramount Global, o canal foi oficialmente encerrado em 15 de março de 2025.

## História
Em setembro de 2016, a Viacom18 anunciou a MTV Beats em substituição do canal Pepsi MTV Indies, que teve conteúdo migrado para a internet. Em 7 de setembro de 2016, a MTV Beats iniciou suas transmissões com a exibição de listas de reprodução de música selecionadas combinadas a shows temáticos e recursos interativos via site, SMS e ligações que permitem a votação do público.
Em seu segundo ano de transmissões, registrou um aumento de 50% de audiência, e organizou uma campanha para doação de sangue em parceria com a Indian Red Cross Society, aproveitando do slogan Blood Mein Hai Beat (A batida em nosso sangue).
O canal selecionava o "Artista do Mês", que recebia uma programação exclusiva durante o mês em sua homenagem.